# Gaap

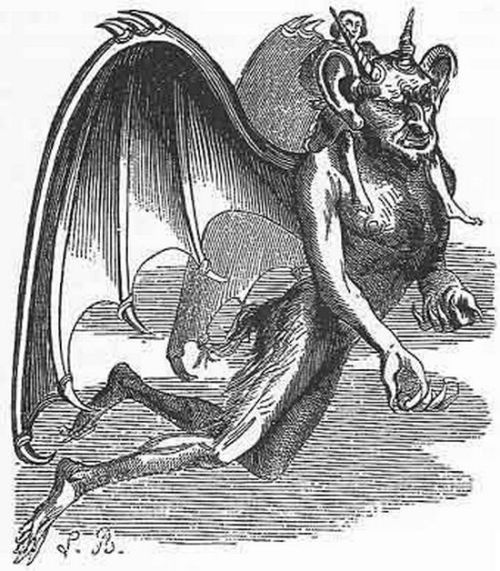
Gaap, por Louis Le Breton, 1863

En demonología, Gaap es un poderoso Príncipe y Gran Presidente del Infierno, comandando sesenta y seis legiones de demonios. Él es, acorde con La Llave Menor de Salomón, el rey y príncipe de la región Sur del Infierno y la Tierra, y acorde con el Pseudomonarchia Daemonum (Falsa Monarquía de los Demonios) el rey de la región del Oeste y tan poderoso como Beleth, pero para ambos él es el guía de los cuatro reyes (los otros son Ziminar, Corson y Amaymon, aunque algunas traducciones de La Llave Menor de Salomón tienen en cuenta a Belial, Beleth, Asmodai y Gaap, no dan detalles sobre los puntos cardinales que gobiernan). Se dice que es mejor invocado cuando el Sol está en un signo zodiacal del Sur.
Gaap específicamente controla el elemento agua y reina sobre los Elementales Acuáticos o “demonios acuáticos”.
Gaap enseña Filosofía y ciencias liberales, puede causar amor u odio y hacer a los hombres insensibles e invisibles, liberar “familiares” de la custodia de otros magos, enseñar cómo consagrar las cosas que pertenecen al dominio de Amaynon, su rey (hay una contradicción aquí, ver más arriba), dar respuestas certeras sobre el pasado, presente y futuro, y puede llevar hombres y cosas rápidamente de una nación a otra a voluntad del mago. Acorde con unos pocos autores, puede hacer al hombre ignorante.
Acorde con Pseudomonarchia Daemonun ciertos nigromantes le honraban con sacrificios y quemando ofrendas.
Se muestra en una forma humana.
Otros nombres: Goap, Tap.

## En la cultura popular
- Gaap es el nombre de un demonio de la saga de novelas visuales japonesas Umineko no Naku Koro ni producidas por 07th Expansion.
- En la franquicia Yu-Gi-Oh!, una de las Cartas de Monstruo es "Gaap, el Soldado Divino" ("Dios de la Guerra Gaap" en su nombre original).
- En la actual saga de Mairimashita! Iruma-kun, Gaap es un compañero de Iruma, y es descrito como un demonio "Con una apariencia capaz de volver locos a los demás demonios" Cap. 273 del manga
- En el episodio 5 de la sexta temporada de la serie británica Black Mirror Demon 79; la protagonista realiza, involuntariamente, un pacto con un demonio que se presenta con el nombre Gaap.